# Pega no Samba
O Grêmio Recreativo e Escola de  Samba Pega no Samba é uma escola de samba de Vitória, Espírito Santo.

## História
O Pega no Samba foi fundado no dia 28 de janeiro de 1976 por Genésio Mendes, Maria Mendes e seu filho Mário Mendes, a partir de um bloco carnavalesco, o GRBC Pega no Samba. A partir de 1982 passou a escola de samba, já com a denominação atual, quando conquistou o título de campeã do 2º Grupo com o enredo Sonho Infantil.
Em 2008, com o enredo Ao ressurgir das cinzas, o Pega renasce como Fênix incendiando a avenida, foi a sexta colocada do Grupo A, equivalente à primeira divisão da cidade.
Em 2009, desfilou com  É Fim de Semana... o que que vai PEGAR?, do carnavalesco Marco Antonio, terminou na 10º colocação.
Para 2010, apresentou como enredo "Das Trevas à Luz do Conhecimento - a arte de educar", obtendo a terceira colocação.
Foi a nona colocada em 2011, e em 2012, escolheu a morte como tema de seu carnaval. Durante a transmissão do Carnaval pela TVE-ES, o narrador elogiou seu samba enredo, mas criticou a exposição do tema enredo durante o desfile, alegando não ter visto a morte durante o desfile. Por fim a escola obteve a sétima colocação.
Para o Carnaval de 2013, a escola desenvolveu um enredo sobre a antiga escola da comunidade, Amigos da Gurigica.
Em 2014, falou sobre o rock, especialmente sobre os Beatles. Devido ao afastamento de diversos profissionais para a confecção do carnaval, a escola somente conquistou a quinta colocação, e caiu para o grupo Especial B.

## Segmentos

### Presidentes
| Nome                    | Mandato      | Ref.               |
| ----------------------- | ------------ | ------------------ |
| Carlos Vaccari          | ? - 2003     |                    |
| Neuzinha de Oliveira    | 2004 - 2010  |                    |
| Valdir Santos           | 2011-2014    | [ 7 ]              |
| Alex Santos "Cacique"   | 2014 - 2018  | [ 8 ] [ 9 ] [ 10 ] |
| Sandro Rosa "Sandrinho" | 2018 - 2022  |                    |
| Dannilo Amon            | 2022 - Atual |                    |

### Diretores
| Ano       | Diretor de Carnaval               | Diretor-Geral de Harmonia                | Ref.                |
| --------- | --------------------------------- | ---------------------------------------- | ------------------- |
| 2013-2014 | Athanazio Santos                  | Alex Santos "Cacique"                    | [ 7 ]               |
| 2015      |                                   | Devaldo "Mancha" e Wesley Denadai        | [ 11 ]              |
| 2016      | Gabriel Sardemberg                | Wesley Denadai                           | [carece de fontes?] |
| 2017      | Zilmo Gomes                       | Wesley Denadai                           | [ 9 ]               |
| 2018      | Alex Fassarela                    | Wesley Denadai                           | [ 10 ] [ 12 ]       |
| 2019      | Rislany Rosa e Lorena de Bona     | Athanazio Santos                         | [carece de fontes?] |
| 2020      | Marcelo Mendes                    |                                          |                     |
| 2022      | Rislany Rosa e Lorena de Bona     | Devaldo "Mancha"                         |                     |
| 2023      | Rislany Rosa e Lorena de Bona     | Luiz Felipe Costa e Alessandro Fernandes |                     |
| 2024      | Junior Schall e Luiz Felipe Costa | Alessandro Fernandes                     |                     |

### Coreógrafo
| Período             | Nome            | Ref.   |
| ------------------- | --------------- | ------ |
| 2008 - 2011         | Elídio Neto     |        |
| 2012-2014           | Jorge Mayko     |        |
| 2015                | Paulo Balbino   |        |
| 2016                | Mauro Marques   |        |
| 2017                | Giovana Gonzaga | [ 9 ]  |
| 2018-2019           | Jorge Mayko     | [ 12 ] |
| 2020                | Marcelo Braga   |        |
| 2022 - 2023         | Jadson Titanium |        |
| 2024                | Mauro Marques   |        |
| 2025 - 2026 (Atual) | Jorge Mayko     |        |

### 1º Casal de Mestre-sala e Porta-bandeira
| Período     | Nome                                  | Ref.                 |
| ----------- | ------------------------------------- | -------------------- |
| 2007 - 2008 | Jane Costa e Alcione Pinheiro         |                      |
| 2010        | Jane Costa e Rogério Barcellos (Kira) |                      |
| 2011        | Camily e Rogério Barcellos (Kira)     |                      |
| 2012 - 2013 | Luzimar Siqueira e Gessya Santana     |                      |
| 2014        | Rogerinho Dornelles e Lucinha Nobre   | [ 13 ] [ 14 ] [ 15 ] |
| 2015        | Gedilson Silva e Layli Rosado         |                      |
| 2016        | Kleyson Faria e Thainá Jacob          |                      |
| 2017        | Gedilson Silva e Thainá Jacob         | [ 9 ]                |
| 2018        | Rafael Brito e Naymara Nascimento     | [ 12 ]               |
| 2019        | Tatu Sorriso e Milena Mendonça        | [carece de fontes?]  |
| 2020        | Tatu Sorriso e Amanda Mascarenhas     | [carece de fontes?]  |
| 2022        | Davidson Oliveira e Grazzi Ferreira   |                      |
| 2023        | Max Dutra e Kamilly Silva             |                      |
| 2024        | Max Dutra e Grasielly Cardoso         |                      |

### 2º Casal de Mestre-sala e Porta-bandeira
| Nome                | Nome                                   |  |
| ------------------- | -------------------------------------- |  |
| 2007                | Nilo Marcelino e Norma Gomes           |  |
| 2011                | Benilton e Fabrícia Cardoso            |  |
| 2012 - 2015         | Denis Bartolomeu e Fabrícia Cardoso    |  |
| 2016                | Daniel Fraga e Milena Mendonça         |  |
| 2017                | Matheus Moraes e Kamilly Silva         |  |
| 2018                | Vinícius Silva e Stela Pereira         |  |
| 2019                | Will e Dayse                           |  |
| 2020                | Daniel Fraga e Grasielly Cardoso       |  |
| 2022                | Rafael Mascarenhas e Grasielly Cardoso |  |
| 2023 - Atual        | Matheus Moraes e Juliana Souza         |  |
| 2025 - 2026 (Atual) | Luis Filipe e Bya Carvalho             |  |

### Bateria
A bateria do Pega é denominada de "Bateria Locomotiva"

### Mestres
| Ano                 | Mestre de bateria            | Ref. |
| ------------------- | ---------------------------- | ---- |
| 2013-2014           | João Bernardes               |      |
| 2015-2018           | Jorginho                     |      |
| 2019                | Leandrinho e Patrick (Neném) |      |
| 2020                | Jorginho                     |      |
| 2022-2023           | Alcino e Jorginho            |      |
| 2024 - 2026 (Atual) | Leandrinho e Patrick (Neném) |      |

### Corte de bateria
| Período      | Rainha de bateria     | Madrinha de bateria   | Rei de bateria         | Ref. |
| ------------ | --------------------- | --------------------- | ---------------------- | ---- |
| 2008         | Adriana Bispo (Binha) | Adriana Veloso        |                        |      |
| 2009         | Luína                 | -                     |                        |      |
| 2010         | Jordana Catarina      | Adriana Bispo (Binha) |                        |      |
| 2011-2013    | Jordana Catarina      | -                     |                        |      |
| 2014         | Jordana Catarina      | Elaine Nunes          |                        |      |
| 2015         | Jordana Catarina      | Larissa Pimentel      |                        |      |
| 2016         | Jordana Catarina      | Alexandra Poubel      |                        |      |
| 2017- 2018   | Jordana Catarina      |                       |                        |      |
| 2019         | Julia Gabriela        | Fabíola de Paula      |                        |      |
| 2020         | Fernanda Passon       | -                     |                        |      |
| 2022 - 2023  | Eduarda Lima          | Horrana Loureiro      |                        |      |
| 2024         | Eduarda Lima          | Andreina Pereira      |                        |      |
| 2025         | Eduarda Lima          | Andreina Pereira      | Alessander Constantino |      |
| 2026 (Atual) |                       |                       | Alessander Constantino |      |

### Intérpretes
| Carnavais           | Intérprete oficial                 | Ref.                |
| ------------------- | ---------------------------------- | ------------------- |
| 1982 - 1990         | Mario do Pega                      |                     |
| 1998 - 2000         | Carlos Augusto Lajota              |                     |
| 2001                | Jairo Liberdade e Edmundo Coutinho |                     |
| 2002                |                                    |                     |
| 2003                | Jairo Liberdade                    |                     |
| 2004                | Hudson Sabiá                       | [carece de fontes?] |
| 2005                | Zalém                              |                     |
| 2007-2009           | Jairo Liberdade                    | [carece de fontes?] |
| 2010-2014           | Danilo Cezar                       | [carece de fontes?] |
| 2015-2016           | Bruno Ribas                        | [carece de fontes?] |
| 2017-2018           | Danilo Cezar                       | [carece de fontes?] |
| 2019 - 2020         | Fernando Britto                    | [carece de fontes?] |
| 2022                | Danilo Cezar                       |                     |
| 2023                | Breno Almeida e Jana Soares        |                     |
| 2024                | Thiago Brito                       |                     |
| 2025 - 2026 (Atual) | Breno Almeida                      |                     |

## Carnavais
| Ano | Colocação               | Grupo          | Enredo | Carnavalesco                             | Intérprete                         | Ref.               |
| --- | ----------------------- | -------------- | --- | ---------------------------------------- | ---------------------------------- | ------------------ |
| 1982 | Campeã                  | Grupo A        | "Sonho Infantil" |                                          | Mario do Pega                      |                    |
| 1983 | -                       | Grupo Especial | |                                          | Mario do Pega                      |                    |
| 1984 | -                       | -              | Amor, sublime amor |                                          | Mario do Pega                      |                    |
| 1985 | -                       | -              | Belezas e Encantos do Espírito Santo |                                          | Mario do Pega                      |                    |
| 1986 | 3º lugar                | Grupo Especial | Tipos Populares de Vitória |                                          | Mario do Pega                      | [ 16 ]             |
| 1987 | 7º lugar                | Grupo Especial | Me dá, me dá |                                          | Mario do Pega                      | [ 17 ]             |
| 1988 | 6º lugar                | Grupo Especial | Sou Peroá, Sou Azul; Sou Verde, Sou Caramuru |                                          | Mario do Pega                      | [ 17 ]             |
| 1989 | 7º lugar                | Grupo Especial | Palmas para ele que ele merece |                                          | Mario do Pega                      | [ 17 ]             |
| 1990 | 10º lugar               | Grupo Especial | Os sete pecados capitais |                                          | Mario do Pega                      | [ 17 ]             |
| 1991 | -                       | Grupo A        | |                                          |                                    | [ 17 ]             |
| 1992 | Vice-Campeã             | Grupo A        | Nas asas da liberdade |                                          |                                    | [ 17 ]             |
| De 1993 a 1997 não houve desfiles                                                                                      |                         |                | |                                          |                                    |                    |
| 1998 | Desfile não competitivo | Grupo Especial | O Pão Nosso de Cada Dia |                                          | Carlos Augusto e Lajota            | [ 17 ]             |
| 1999 | Desfile não competitivo | Grupo Especial | 150 Anos da Insurreição de Queimados Compositores: Mosquito, Zalém e Lajota |                                          | Carlos Augusto e Lajota            | [ 17 ] [ 18 ]      |
| 2000 | Desfile não competitivo | Grupo Especial | Terra Brasilis - Que País é Esse? Compositores: Mosquito e Zalém | Carlito Carlos                           | Jairo Liberdade e Edmundo Coutinho | [ 17 ] [ 19 ]      |
| 2001 | Desfile não competitivo | Grupo Especial | Bodas da Rainha |                                          |                                    | [ 17 ]             |
| 2002 | 9º lugar                | Grupo Especial | A Eternidade de um Criador, Jorge Amado |                                          |                                    | [ 17 ]             |
| 2003 | 6º lugar                | Grupo Especial | O Luxo do Lixo |                                          | Jairo Liberdade                    | [ 17 ]             |
| 2004 | 6º lugar                | Grupo Especial | Fonte da Capixaba, o Centro Bebeu de Suas Águas |                                          | Hudson Sabiá                       | [ 17 ]             |
| 2005 | 4º lugar                | Grupo Especial | Dai a César o que é de César |                                          | Zalém                              | [ 17 ]             |
| 2006 | 6º Lugar                | Grupo Especial | Carinhosamente Princesa do Sul |                                          |                                    | [ 17 ]             |
| 2007 | Campeã                  | Grupo A        | Tipos populares de Vitória | Marcos Oliveira                          | Jairo Liberdade                    | [ 17 ]             |
| 2008 | 6º lugar                | Grupo Especial | Ao ressurgir das cinzas, o Pega renasce como Fênix incendiando a avenida | Marcos Oliveira                          | Jairo Liberdade                    | [ 1 ] [ 20 ]       |
| 2009 | 10º lugar               | Grupo Especial | É Fim de Semana... o que que vai PEGAR? | Marcos Oliveira                          | Jairo Liberdade                    | [ 2 ]              |
| 2010 | 3º lugar                | Grupo Especial | Das Trevas à Luz do Conhecimento - a arte de educar | Alex Santiago                            | Danilo Cezar                       | [ 3 ] [ 4 ]        |
| 2011 | 9º lugar                | Grupo Especial | Irmandade de Misericórdia: curar às vezes, remediar constantemente e consolar sempre | Willians Silva                           | Danilo Cezar                       | [ 21 ]             |
| 2012 | 7º lugar                | Grupo Especial | Nós que aqui estamos, por vós esperamos | Alex Santiago                            | Danilo Cezar                       | [ 5 ] [ 6 ] [ 22 ] |
| 2013 | 4º lugar                | Grupo Especial | Amigos da Gurigica - Uma Gigante que se Perdeu no Tempo | Alex Santiago                            | Danilo Cezar                       | [ 23 ] [ 24 ]      |
| 2014 | 5º lugar                | Grupo A        | Festa, samba e Rock'n roll. Uma viagem de Liverpool à Vitória: 50 anos dos Beatles | Alex Santiago                            | Danilo Cezar                       |                    |
| 2015 | Campeã (Rebaixada)      | Grupo A        | Adivinha? Compositores: João Machado, Marquinhos Nascimento, Luciano De Paula e Lourival das Neves.                                                                                                | Paulo Balbino                            | Bruno Ribas                        |                    |
| 2016 | 5º lugar                | Grupo Especial | O Pega canta o centenário de um beija-flor. Augusto Ruschi, orgulho capixaba, tesouro nacional | Robson Goulart                           | Bruno Ribas                        |                    |
| 2017 | 6º lugar                | Grupo Especial | Nas taças da história... O Pega brinda o néctar da humanidade | Robson Goulart                           | Danilo Cezar                       | [ 9 ]              |
| 2018 | 5º lugar                | Grupo Especial | Na Celebração do Chocolate a Locomotiva da um Show! | Júnior Pernambucano                      | Danilo Cezar                       | [ 10 ] [ 12 ]      |
| 2019 | 7º lugar (Rebaixada)    | Grupo Especial | Lenira Borges: Uma vida para a dança | Júnior Pernambucano e Douglas Paluzzo    | Fernando Britto                    | [ 25 ] [ 26 ]      |
| 2020 | 4º lugar                | Grupo A        | Viva e deixe-me viver: Intolerância jamais o Pega pede paz | Oziene Furtado                           | Fernando Britto                    |                    |
| Inicialmente adiados para o mês de julho, os desfiles do Carnaval 2021 foram cancelados devido a pandemia de Covid-19. |                         |                | |                                          |                                    |                    |
| 2022 | Vice-Campeã             | Grupo A        | Abayomi Compositores: Thiago Tarlher, André Filosofia, Nando do Cavaco, Viny Machado, Xandinho Nocera, Leandrinho LV, Douglas Chocolate, Marcinho Diola, Alexandre Reis, Giovane e Gigi da Estiva. | Vitor Vasale, Thais de Sá e Victor Faria | Danilo Cezar                       |                    |
| 2023 | Campeã (Promovida)      | Grupo A        | "Era só mais um cria" | Thais de Sá                              | Breno Almeida e Jana Soares        |                    |
| 2024 | 7º lugar (Rebaixada)    | Grupo Especial | "Pérolas do Deserto" | Orlando Júnior                           | Thiago Brito                       |                    |
| 2025 | Vice-Campeã (Promovida) | Grupo A        | "Pembelê, Sereias de Zambi" | Jorge Mayko                              | Breno Almeida                      |                    |
| 2026 |                         | Grupo Especial | "Okê Caboclo Sete Flechas - Guardião Ancestral da Natureza" | Jorge Mayko                              |                                    |                    |

## Títulos
| Títulos do Pega no Samba | Títulos do Pega no Samba | Títulos do Pega no Samba | Títulos do Pega no Samba | Títulos do Pega no Samba |
| ------------------------ | ------------------------ | ------------------------ | ------------------------ | ------------------------ |
| Divisão                  | Divisão                  | Títulos                  | Carnavais                | Referências              |
|                          | Segunda Divisão          | 4                        | 1982, 2007, 2015 e 2023. |                          |